# Величайший (фильм)
«Величайший» (англ. The Greatest) — биографический фильм о жизни чемпиона мира по боксу Мохаммеда Али. Сценарий написан на основе книги Мохаммеда Али, Ричарда Дарема и Герберта Мохаммеда «Величайший: моя история».

## Сюжет
Агент боксёра Кассиуса Клея жёстко разбирает условия предстоящих боёв, говоря, что величайшие чернокожие боксёры по окончании карьеры становились бедными и Клей не должен проходить этот путь.
Кассиус Клей переходит в ислам, принимая имя Мохаммед Али. Позднее он отказывается отправиться на войну во Вьетнаме. Это осложняет его профессиональную карьеру и приводит к судебному процессу, который Али выигрывает.

## В ролях
| Актёр                 | Роль                 |
| --------------------- | -------------------- |
| Мохаммед Али          | в роли самого себя   |
| Эрнест Боргнайн       | Анджело Данди        |
| Сэлли Бонди           | Бесс                 |
| Ричард Галладж        | врач                 |
| Артур Адамс[уточнить] | Кассиус Клей-старший |
| Дороти Мейер          | Одесса Клей          |
| Рахман Али            | в роли самого себя   |
| Ховард Бингхэм        | в роли самого себя   |
| Ричард Венчур         | полковник            |
| Стэк Пирс             | Джонсон              |
| Люсиль Бенсон         | миссис Фэрли         |
| Пол Уинфилд           | адвокат              |
| Джеймс Гэммон         | мистер Гарри         |
| Скип Хомейер          | майор                |

## Интересные факты
- В фильме использовались документальные кадры, а многие персонажи, среди которых были сам Мохаммед Али и его брат Рахман, чемпион мира по боксу Арчи Мур и многие члены команды Али, сыграли самих себя.
- В 1990 году композиция The Greatest Love of All, записанная Джорджем Бенсоном для этого фильма, получила приз Американского общества композиторов, авторов и издателей как наиболее часто исполняемая тема из фильма.